# صراع الملوك
صراع الملوك ((هانغل: 근초고왕); حرفيا ملك غيونشو) هي دراما تاريخية كورية جنوبية إنتاج عام 2010، وعرضت على قناة إم‌ بي ‌سي أكشن مدبلجة إلى العربية .

## القصة
تدور أحداث المسلسل حول الملك الشاب والطَموح غيون شوغو، الذي دامت فترة حكمه من 346 إلى 375م. ومع التوسّع الذي راحت تشهده حدود مملكة غيون شوغو - الذي عُرِف بالملك المحارِب- توالت المؤامرات والدسائس ضدّه، وهو ما تسلّط عليه أحداث العمل الضوء، في سياق حبكة درامية متصاعدة تمتدّ على مدى نحو 80 حلقة. وفي حقبةٍ بلغت فيها انتصارات غيون شوغو أقاصي كوريا باسطاً سيطرته على الجزء الأكبر من أراضيها، تمكّن الملك المُحارِب من إخضاع جميع خصومه بحدّ السيف تارةً، وبالدهاء طوراً، فيما تجاوز النفوذ السياسي لمملكته حدود شبه الجزيرة الكورية ليبلغ الصين.

## وصلات خارجية
- صراع الملوك على الموقع الرسمي لكي بي إس (بالكورية)
- صراع الملوك على هانسينما
- صراع الملوك على موقع IMDb (الإنجليزية)
- صراع الملوك على موقع كينوبويسك (الروسية)
- صراع الملوك على موقع قاعدة بيانات الفيلم (الإنجليزية)